# Oda a Afrodita

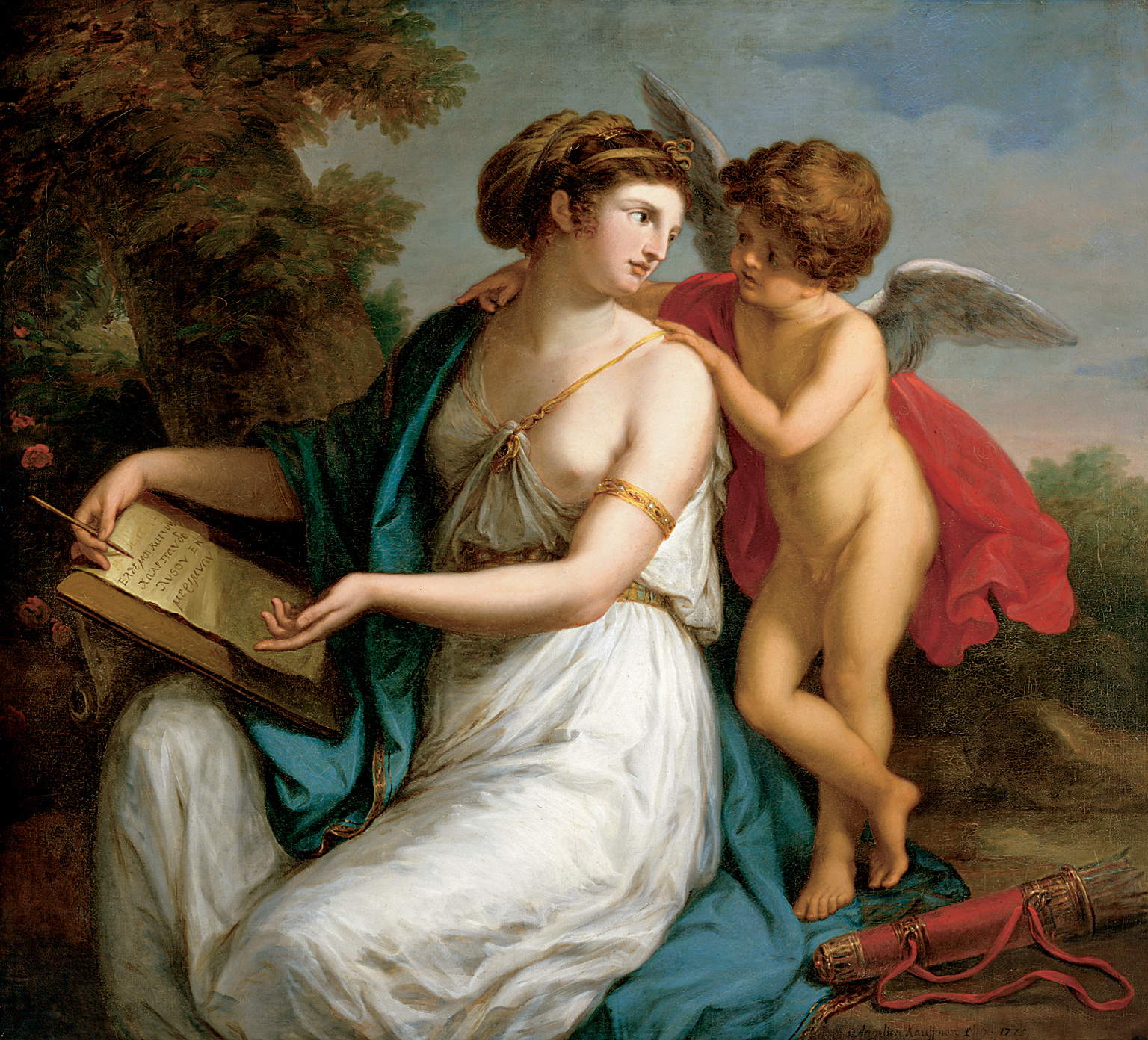
Safo inspirada por el Amor, 1775, Angelica Kauffmann. El texto que Safo escribe en esta pintura proviene de las líneas 25 y 26 de la Oda a Afrodita.

La Oda a Afrodita es un poema lírico de la poetisa griega Safo, que escribió a finales del siglo VII y principios del VI a. C., en el que invoca la ayuda de Afrodita para que su amada le corresponda. El poema, que ha sobrevivido en forma casi completa con solo dos espacios confusos en el texto, se ha preservado a través de una cita del tratado Sobre la composición de Dionisio de Halicarnaso y en forma fragmentaria en un trozo de papiro descubierto en Oxirrinco en Egipto.
La Oda a Afrodita consta de siete estrofas sáficas. Comienza con una invocación a la diosa Afrodita, a la que sigue una sección narrativa en la que el sujeto lírico (Safo) describe una ocasión anterior en la que la diosa la ayudó. El poema termina con un llamado a Afrodita para que venga una vez más en su ayuda. 

## Transmisión
La Oda a Afrodita ha sobrevivido desde la antigüedad. Se conservó en la obra De la composición de Dionisio de Halicarnaso, citada en su totalidad como un ejemplo de escritura "suave" o "pulida", un estilo que el autor también identifica en la obra de Hesíodo, Anacreonte y Eurípides. También se conserva parcialmente en el Papiro Oxirrinco 2288, un papiro del siglo II descubierto en Oxirrinco, Egipto. 
Aunque convencionalmente se considera que el poema está completamente conservado, hay dos lugares donde la lectura es incierta. La primera es la palabra inicial del poema: algunos manuscritos de Dionisio traducen la palabra como Ποικιλόφρον’; otros, junto con el papiro Oxirrinco del poema, tienen Ποικιλόθρον’. Ambas palabras son compuestas del adjetivo ποικιλος (literalmente 'multicolor'; metafóricamente 'diverso', 'complejo', 'sutil')y θρον, que significa "trono" y φρον "mente". Por tanto, la traducción varía "[Afrodita] del trono multicolor" o "[Afrodita] de la mente sutil/compleja".
Ποικιλόθρον’ es la lectura estándar, y tanto la edición de Safo de Lobel-Page como la de Voigt es la que usan. Hutchinson argumenta que es más probable que -θρον se corrompiera a -φρον que viceversa. Sin embargo, la edición de Safo de Anne Carson aboga por Ποικιλόφρον’, y más recientemente Rayor y Lardinois, aunque siguen el texto de Voigt, señalan que "es difícil decidir entre estas dos lecturas". Otra posible interpretación de la palabra ποικιλόθρον' es que el segundo componente del compuesto deriva de θρόνον, una palabra homérica utilizada para referirse a flores bordadas en tela. Aunque aparentemente es una acepción menos común, se ha empleado en traducciones que se remontan al siglo XIX;así una traducción de Gregory Nagy adoptó esta lectura y tradujo la frase vocativa como "tú, con flores tejidas".
El segundo problema en la conservación del poema está en el verso 19, donde los manuscritos del poema están "confusos", y el papiro está roto al comienzo de la línea.

## Poema

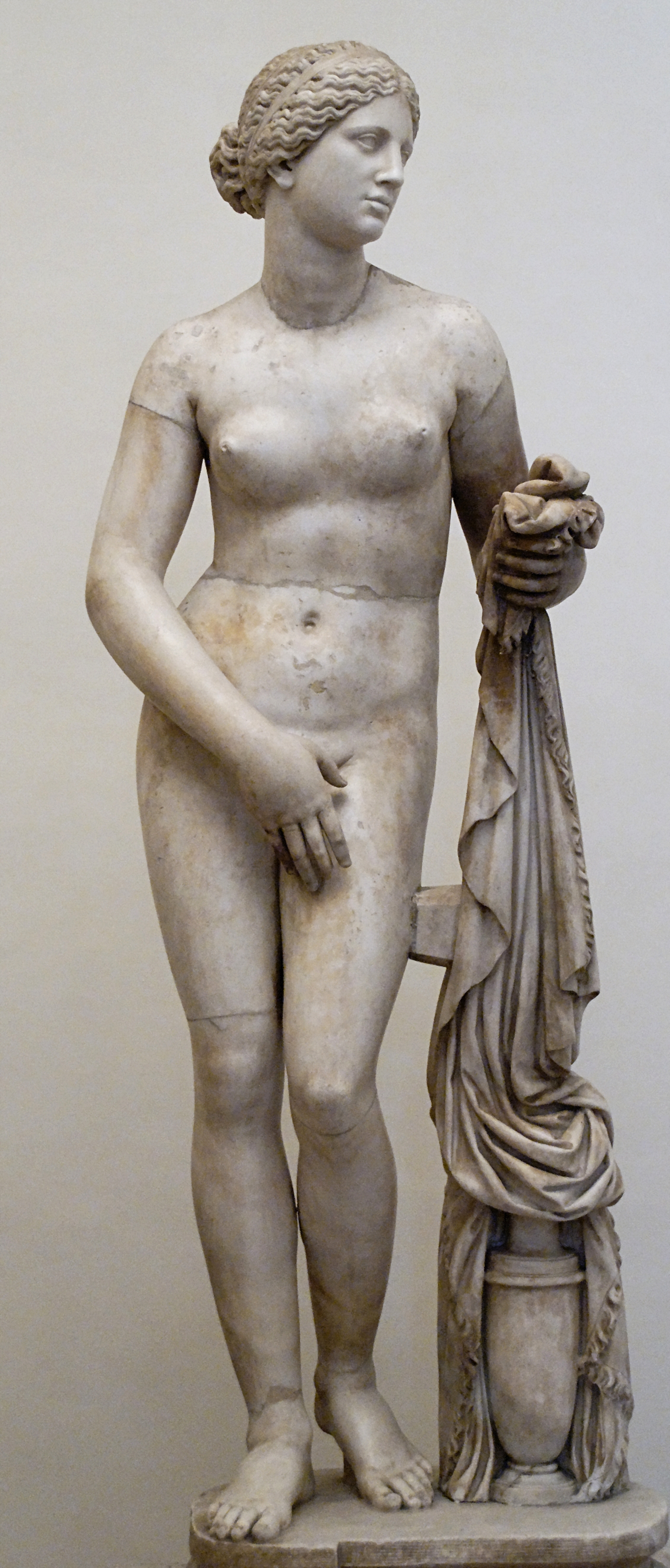
Afrodita. Esta escultura de mármol es una copia romana de Afrodita de Cnido de Praxíteles.

El poema está escrito en griego eólico en estrofas sáficas, en las que tres versos endecasílabos son seguidos por un cuarto, más corto. En las ediciones helenísticas de las obras de Safo fue el primer poema del Libro I de su poesía. Como el poema comienza con la palabra Ποικιλόθρον', esto está fuera de la secuencia seguida a lo largo del resto del Libro I, donde los poemas están ordenados alfabéticamente por su letra inicial. Con siete estrofas, el poema es el fragmento más largo que se conserva del Libro I de Safo.
La oda está escrita en forma de oración a Afrodita, diosa del amor, por parte de una mujer que anhela las atenciones de otra mujer. Su estructura mantiene la estructura en tres partes de los himnos griegos, comenzando con una invocación, seguida de una sección narrativa y finalizando con una petición a la diosa. La hablante es identificada en el poema como Safo, siendo uno de los cuatro fragmentos en los que Safo se nombra a sí misma. El género de la amada de Safo se establece a partir de una palabra, εθελοισα, en la línea 24. Esta lectura, ahora estándar, fue propuesta por primera vez en 1835 por Theodor Bergk, pero no fue aceptada plenamente hasta la década de 1960, aunque en 1955, en la edición de Safo realizada por Edgar Lobel y Denys Page, se observa que los autores aceptaban esta interpretación "sin mucha confianza en ella".
Safo le pide a la diosa que alivie el dolor por su amor no correspondido; tras ser invocada, Afrodita se le aparece a Safo, diciéndole que la mujer que ha rechazado sus avances con el tiempo la perseguirá a su vez. El poema concluye con otra invocación a la diosa para que le ayude en todos sus deseos amorosos. Con su referencia a una mujer amada, la Oda a Afrodita es (junto con Safo 31) uno de los textos de Safo que proporciona evidencia de que amaba a otras mujeres.
La Oda a Afrodita está influenciada por la épica homérica. Todo el poema es una reelaboración de la escena del quinto libro de la Ilíada entre Afrodita, Atenea y Diomedes  La influencia homérica es clara en la tercera estrofa del poema, donde el descenso de Afrodita al mundo mortal está marcado por lo que Keith Stanley describe como "una invasión virtual de palabras y frases homéricas".
Los estudiosos no están de acuerdo sobre si el poema fue concebido como una oración. Como tal, CM Bowra sugiere que analiza una experiencia religiosa genuina. Por otra parte, Burnett considera que la pieza "no es una oración en absoluto", sino una pieza alegre que pretende divertir. Siguiendo esta intención, algunos elementos del poema, que de otro modo serían difíciles de explicar, pueden explicarse como una licencia. En el comienzo de la tercera estrofa, Safo invoca a Afrodita en un carro "uncido con hermosos gorriones", una frase que, según Harold Zellner, se explica más fácilmente como una forma de juego de palabras humorístico. El discurso de Afrodita en las estrofas cuarta y quinta del poema también ha sido interpretado como alegre. Keith Stanley sostiene que estos versos retratan a Afrodita "reprendiendo humorísticamente" a Safo, con la triple repetición de δηυτε seguido del hiperbólico y ligeramente burlón τίς σ', ὦ Ψάπφ', ἀδικήει;.